# Erythropsie
Erythropsie (umgangssprachlich auch Rotsehen) ist eine erworbene Farbsehstörung (Dyschromatopsie), bei der die vom Auge fixierten Gegenstände rötlich erscheinen. Die Störung wird meistens durch eine starke Blendung und damit einhergehende Überreizung der Netzhaut verursacht, kann aber auch durch Linsenverlust bei Staroperationen und Schneeblindheit eintreten.